# Michał Zieliński (piłkarz)
Michał Zieliński (ur. 6 maja 1984 w Żernicy) – polski piłkarz, grający na pozycji napastnika w Polonii Bytom.
Michał Zieliński rozpoczynał piłkarską karierę w Concordii Knurów, w której seniorach grał przez cztery lata. Następnie przebywał na wypożyczeniu w Polonii Bytom, do której definitywnie przeszedł przed sezonem 2007/2008. W lutym 2010 roku podpisał kontrakt z Koroną Kielce, który początkowo miał obowiązywać od 1 lipca. Działacze obu klubów doszli jednak do porozumienia i Zieliński do świętokrzyskiego zespołu trafił jeszcze przed rozpoczęciem rundy wiosennej sezonu 2009/2010. W latach 2010–2011 przebywał na wypożyczeniu w GKS-ie Katowice. Następnie powrócił do Korony.
W reprezentacji Polski Michał Zieliński zadebiutował 14 grudnia 2008 roku, kiedy wystąpił przez osiem minut w wygranym 1:0 towarzyskim spotkaniu z Serbią. Był to jedyny mecz tego zawodnika w pierwszej reprezentacji. 

## Kariera klubowa

### Concordia Knurów
Michał Zieliński piłkarską karierę rozpoczynał w Concordii Knurów na której treningi zaczął uczęszczać w drugiej klasie szkoły podstawowej. Następnie przez pół roku trenował w Naprzodzie Żernica. Przed rundą wiosenną sezonu 2002/2003 powrócił do grającej w czwartej lidze Concordii. W spotkaniu 17 kolejki (pierwotnie osiemnastej), rozegranej pod koniec marca 2003 roku, zdobył swojego pierwszego gola w jej barwach, zapewniając zwycięstwo 1:0 w domowym meczu z Bobrekiem Karb Bytom. Do końca rozgrywek strzelił również bramki w pojedynku z Czarnymi Sosnowiec (ustalając końcowy wynik na 3:1) oraz w meczu przeciwko Victorii Częstochowa. W sezonie 2002/2003 Concordia uplasowała się na wysokim czwartym miejscu w tabeli. Dotarła również do ćwierćfinału Pucharu Polski grupy Zabrze, gdzie odpadła po porażce 0:1 ze Społem Zabrze.
Występy w sezonie 2003/2004 Zieliński rozpoczął od meczu pierwszej kolejki czwartej ligi z KS Częstochowa, w którym w siódmej minucie wpisał się na listę strzelców i otworzył wynik pojedynku. W drugiej połowie Concordia w przeciągu osiemnastu minut straciła cztery gole i przegrała 1:4. Do końca rozgrywek Zieliński stanowił o sile ofensywnej swojego zespołu – zdobył 16 z 32 bramek strzelonych przez knurowską drużynę. Ważne trafienia zaliczył m.in. w spotkaniach z Lotnikiem Kościelec (gol w 90 minucie z rzutu karnego na wagę zwycięstwa 1:0) oraz Czarnymi Sosnowiec (dwie bramki w wygranym pojedynku 2:1). W meczu ostatniej kolejki z Szombierkami Bytom popisał się hat-trickiem. Pomimo ambitnej gry Concordii, klub na koniec sezonu uplasował się na 15. miejscu w tabeli (wyprzedził jedynie drużynę Unii Strzemieszyce) i spadł do ligi okręgowej.
W sezonie 2004/2005 Zieliński nadal był mocnym ogniwem Concordii. Jego klub w rundzie jesiennej wyrażał duże aspiracje na powrót do czwartej ligi – zajmował drugie miejsce w tabeli. Wiosną spisywał się dobrze – zgromadził trzy punkty więcej niż jesienią, jednak rywale również ich nie gubili. Ostatecznie Concordia uplasował się na czwartym miejscu w lidze i nie uzyskała promocji. W kolejnych rozgrywkach nadal regularnie pojawiał się na boisku. Jego klub znów aktywnie walczył o wygranie ligi okręgowej, jednak po raz kolejny nie wywalczył awansu i uplasował się na trzecim miejscu, tracąc czternaście punktów do zwycięzcy, Gazobudowy Zabrze. W styczniu 2006 roku zainteresowanie jego pozyskaniem wyrażała Polonia Bytom, jednak działacze nie doszli do porozumienia w sprawie warunków transferu. W rundzie jesiennej sezonu 2006/2007 Zieliński nadal grał w Concordii.

### Polonia Bytom
24 stycznia 2007 roku Zieliński został wypożyczony na pół roku z opcją transferu definitywnego do Polonii Bytom. Wcześniej zainteresowanie jego pozyskaniem wyrażał również Górnik Zabrze. W bytomskim zespole oficjalnie zadebiutował 10 marca w spotkaniu drugiej ligi z ŁKS-em Łomża. Na boisku pojawił się w 61 minucie, zmieniając Rafała Jabłońskiego. Jego zespół przegrał 2:3. Przez następne dwa miesiące nie wystąpił w żadnym meczu. Na początku czerwca zdobył swoją pierwszą bramkę w barwach Polonii, pokonując bramkarza Piasta Gliwice i zapewniając swojej drużynie zwycięstwo 3:2. Łącznie w sezonie 2006/2007 wystąpił w pięciu meczach w których strzelił jednego gola. Jego zespół zajął w tabeli trzecią lokatę, jednak w związku z dodatkową degradacją z Orange Ekstraklasy Arki Gdynia i Górnika Łęczna, awans wywalczyły bezpośrednio także zespoły z trzeciego i czwartego miejsca. Latem stał się definitywnie piłkarzem Polonii.
28 lipca 2007 roku Zieliński zadebiutował w I lidze, grając w drugiej połowie przegranego 1:2 spotkania z Jagiellonią Białystok. Dwa tygodnie później, w meczu trzeciej kolejki z Cracovią, pojawił się a boisku w 62 minucie za Jacka Trzeciaka i chwilę później strzelił gola. Był o jego pierwsze trafienie na boiskach Ekstraklasy. Bramka dała Polonii pierwsze ligowe zwycięstwo w sezonie. Na początku października strzelił dwa gole w pojedynku z wicemistrzem Polski, GKS-em Bełchatów. Pierwszy z nich był szczególnej urody – po podaniu Grzegorza Podstawka z lewego skrzydła, Zieliński przyjął piłkę, stojąc tyłem do bramki, odwrócił się i ekwilibrystycznym strzałem z półwoleja zza linii pola karnego, lobując zupełnie zaskoczonego bramkarza GKS-u Bełchatów – Łukasza Sapelę, umieścił piłkę w siatce. Następnie regularnie pojawiał się na boisku, jednak do końca sezonu zdołał zdobyć tylko jedną bramkę – w ostatniej kolejce w spotkaniu z Legią Warszawą. W grudniu interesował się nim grecki AEK Ateny, jednak do transfer nie doszło. Łącznie zagrał w 36 pojedynkach w których strzelił pięć goli. Polonia przez całe rozgrywki grała słabo i w tabeli uplasowała się na trzynastym miejscu, mając zaledwie dwa punkty przewagi nad strefą spadkową.
W pierwszych dwóch meczach sezonu 2008/2009 Zieliński wyszedł w podstawowym składzie. Następnie, utracił miejsce w pierwszej jedenastce. Nie był również skuteczny – jesienią nie zdobył żadnej bramki. Zagrał również w jednym spotkaniu Młodej Ekstraklasy z Arką Gdynia, w którym strzelił gola. Rundę wiosenną rozpoczął od strzelenia gola na wagę remisu w pojedynku z Wisłą Kraków. Później do siatki rywali trafiał jeszcze trzykrotnie. W kolejnych rozgrywkach Zieliński grę w podstawowym składzie przeplatał występami w końcówkach spotkań. W sezonie 2009/2010 zdobył jedną bramkę w Ekstraklasie – w grudniowym spotkaniu z GKS-em Bełchatów. Pod koniec stycznia 2010 roku został przesunięty do zespołu Młodej Ekstraklasy. Powodem tej decyzji było naruszenie przepisów związanych ze zmianą barw klubowych oraz niewypełnianie warunków kontraktowych. Razem z Rafałem Grzybem, również zawieszonym przez Polonię, poprosił drugiego trenera o rozpisanie indywidualnego planu treningowego. Poza tym ćwiczył też z zespołem Młodej Ekstraklasy.

### Korona Kielce
3 lutego 2010 roku podpisał trzyletnią umowę z Koroną Kielce, która początkowo miała obowiązywać od 1 lipca. Trener świętokrzyskiego zespołu, Marcin Sasal wyraził jednak chęć sprowadzenia napastnika jeszcze przed rozpoczęciem rundy wiosennej. Działacze obu klubów zaczęli negocjacje w tej sprawie. Wiceprezes Korony Jarosław Niebudek stwierdził, że nie zamierza płacić za piłkarza, który za kilka miesięcy będzie mógł przyjść za darmo (nieoficjalnie wiadomo, że bytomianie chcieli za Zielińskiego 200 tys. zł). Zaproponował w zamian Łukasza Nawotczyńskiego. Inną opcją było również zamienienie wypożyczonego do końca sezonu do Polonii Tomasza Nowaka. Propozycje nie interesowały jednak bytomskiej drużyny. Jej dyrektor Cezariusz Zając powiedział, że klub nie potrzebuje kolejnego obrońcy, zaś Nowaka może wykupić za 200 tys. Ostatecznie po wielu negocjacjach obu drużynom udało się dojść do porozumienia i 10 lutego Zieliński został zawodnikiem Korony. Pomógł w tym również on sam, gdyż zgodził się na wcześniejsze rozwiązanie kontraktu z klubem z Bytomia.
Zieliński rozpoczął treningi w Kielcach – nie dołączył do przebywających na obozie w Turcji piłkarzy Korony. Zagrał natomiast w dwóch meczach sparingowych zespołu Młodej Ekstraklasy. W przegranym 1:5 spotkaniu z Wisłą Kraków zdobył honorowego gola, zaś w wygranym pojedynku ze Stalą Mielec strzelił jedną z czterech bramek. 19 lutego na gali Korony w Hali Legionów został oficjalnie zaprezentowany jako piłkarz Korony. Otrzymał koszulkę z numerem 19, którą w rundzie jesiennej nosił Paweł Buśkiewicz. 27 lutego zadebiutował w Koronie, wchodząc na boisko pod koniec spotkania z Jagiellonią Białystok za Ediego Andradinę. W kolejnej kolejce, w meczu ze swoim byłym klubem – Polonią Bytom – Zieliński na murawie pojawił się na początku drugiej połowy, a w 85 minucie otrzymał czerwoną kartkę za faul na Marcinie Radzewiczu. Korona odwołała się w tej sprawie do Komisji Ligi, która pozytywnie rozpatrzyła sprawę i anulowała karę. 17 marca Zieliński strzelił swoją pierwszą bramkę dla Korony w wygranym 3:1 spotkaniu pucharu Polski z Jagiellonią Białystok w którym pewnym strzałem po ziemi pokonał bramkarza rywali, Rafała Gikiewicza. Do końca sezonu, w którym Korona uplasowała się ostatecznie na szóstym miejscu, Zieliński nie grał regularnie, gdyż na pozycji napastników występowali najczęściej Krzysztof Gajtkowski i Maciej Tataj.
Na początku sierpnia 2010 roku Zieliński miał przejść do KSZO Ostrowiec Św. Działacze kieleckiego klubu prowadzili rozmowy w sprawie transferu. Nie doszli jednak do porozumienia, dlatego Zieliński zasilił na zasadzie wypożyczenia z opcją transferu definitywnego GKS Katowice. W sezonie 2010/2011 rozegrał w jego barwach 19 meczów i strzelił pięć goli. W marcu 2011 przeszedł operację pachwiny, przez co pauzował ponad miesiąc. Latem powrócił do Korony i w pierwszym oficjalnym meczu zdobył bramkę – strzelając gola w 90 minucie spotkania z Cracovią zapewnił kieleckiej drużynie zwycięstwo 2:1.

## Kariera reprezentacyjna
Pod koniec 2008 roku selekcjoner reprezentacji Polski, Leo Beenhakker powołał kadrę na towarzyskie spotkanie z Serbią. Znaleźli się w niej głównie zawodnicy z ligi polskiej. Dawid Nowak, napastnik GKS-u Bełchatów kilka dni przed wyjazdem w meczu z Legią Warszawa mocno stłukł udo i musiał pozostać w domu. W jego miejsce został desygnowany Zieliński. 10 grudnia zagrał w drugiej połowie sparingowego spotkania z Antalyasporem. Dwa dni później zadebiutował w kadrze w towarzyskim meczu z Serbami, w którym pojawił się na boisku w 83 minucie, zmieniając Macieja Małkowskiego. Polacy wygrali 1:0 po ładnym strzale Rafał Boguskiego na początku drugiej połowy. Do tej pory był to jedyny występ Zielińskiego w reprezentacji.
| Mecze w reprezentacji | Mecze w reprezentacji | Mecze w reprezentacji | Mecze w reprezentacji | Mecze w reprezentacji | Mecze w reprezentacji | Mecze w reprezentacji |
| #                     | Data                  | Miasto                | Przeciwnik            | Wynik                 | Rozgrywki             |                       |
| --------------------- | --------------------- | --------------------- | --------------------- | --------------------- | --------------------- | --------------------- |
| 1.                    | 14.12.2008            | Antalya               | Serbia                | 1:0                   | towarzyski            |                       |

## Statystyki
(stan na koniec sezonu 2010/2011)
| Klub          | Sezon         | Liga          | Liga  | Liga   | Puchary krajowe | Puchary krajowe | Suma  | Suma   |
| Klub          | Sezon         | Liga          | Mecze | Bramki | Mecze           | Bramki          | Mecze | Bramki |
| ------------- | ------------- | ------------- | ----- | ------ | --------------- | --------------- | ----- | ------ |
| Polonia Bytom | 2006–2007 (w) | II Liga       | 5     | 1      | –               | –               | 5     | 1      |
| Polonia Bytom | 2007–2008     | Ekstraklasa   | 29    | 4      | 7               | 1               | 36    | 5      |
| Polonia Bytom | 2008–2009     | Ekstraklasa   | 28    | 4      | 5               | 0               | 33    | 4      |
| Polonia Bytom | 2009–2010 (j) | Ekstraklasa   | 12    | 1      | 0               | 0               | 12    | 1      |
| Korona Kielce | 2009–2010 (w) | Ekstraklasa   | 8     | 0      | 2               | 1               | 10    | 1      |
| GKS Katowice  | 2010–2011     | I liga        | 19    | 5      | 0               | 0               | 19    | 5      |
| Suma          | Polonia Bytom | Polonia Bytom | 74    | 10     | 12              | 1               | 86    | 11     |